# Cratere Wynne
Wynne  è un cratere sulla superficie di Venere.